# Liubov Zadorózhnaya
Liubov Vasílievna Zadorózhnaya –en ruso, Любовь Васильевна Задорожная– (nacida como Liubov Riabchenko, 3 de noviembre de 1942) es una deportista soviética que compitió en ciclismo en las modalidades de ruta y pista.
Obtuvo dos medallas de plata en el Campeonato Mundial de Ciclismo en Ruta, en los años 1967 y 1972, ambas en la prueba de persecución individual.
En pista ganó dos medallas de bronce en el Campeonato Mundial de Ciclismo en Pista, en los años 1963 y 1972, ambas en la prueba de persecución individual.

## Medallero internacional

### Ciclismo en ruta
| Campeonato Mundial | Campeonato Mundial      | Campeonato Mundial | Campeonato Mundial |
| Año                | Lugar                   | Medalla            | Competición        |
| ------------------ | ----------------------- | ------------------ | ------------------ |
| 1967               | Heerlen ( Países Bajos) | Medalla de plata   | Ruta               |
| 1972               | Gap ( Francia)          | Medalla de plata   | Ruta               |

### Ciclismo en pista
| Campeonato Mundial | Campeonato Mundial  | Campeonato Mundial | Campeonato Mundial     |
| Año                | Lugar               | Medalla            | Competición            |
| ------------------ | ------------------- | ------------------ | ---------------------- |
| 1963               | Rocourt ( Bélgica)  | Medalla de bronce  | Persecución individual |
| 1972               | Marsella ( Francia) | Medalla de bronce  | Persecución individual |